# Lịch Thành
Lịch Thành (tiếng Trung: 历城区, Hán Việt: Lịch Thành khu) là một quận của địa cấp thị Tế Nam, tỉnh Sơn Đông, Cộng hòa Nhân dân Trung Hoa. Quận này có diện tích 1298,57 km2, dân số năm 2001 là 830.000 người. Quận Lịch Thành được chia ra các đơn vị hành chính gồm 4 nhai đạo, 2 trấn và 2 hương.